# Parroquia de San José (Tlaxcala)

### Historia
El Santuario Diocesano del Señor San José, anteriormente llamado Parroquia de San Juan y San José, fue construido durante el siglo XVII en el lugar que ocupaba una antigua ermita del siglo XVI. A principios del sigo XVII, junto a la ermita se construyó un pequeño templo, para posteriormente, en 1666, ser demolida dando paso a la recosntrucción y ampliación del templo. El 18 de marzo de 1669 se terminó de edificar el templo de San José y posteriormente su inauguración duro 4 días. Durante el periodo virreinal, el templo cumplió con un uso exclusivo para españoles, siendo su contraparte la Capilla Real de Indios. El Santuario del Señor San José esta inscrito en la zona de monumentos históricos de Tlaxcala desde el 11 de abril de 1986.
Fue en dos ocasiones catedral, la primera vez fue en 1640, de la entonces Diócesis Tlaxcalensis, debido a la secularización dictada en contra de los franciscanos por el entonces Obispo Juan de Palafox y Mendoza, y la segunda entre los años de 1950 a 1970, siendo catedral de la recién erigida Diósesis de Tlaxcala, hasta su posterior traslado a la actual sede, en la Catedral de Tlaxcala. Este santuario es un bello ejemplo del barroco estípite tlaxcalteca, destacando las pinturas de la sacristía y otras obras que datan entre los siglos XVII y XVIII.

#### Primer cierre
El 3 de octubre del año 1864, ocurrió un terremoto, el cual provocó que la cúpula y la bóveda se derrumbaran, cerrando así temporalmente la parroquia (durante 4 años), tiempo que llevó poder ser reconstruidas, agregando a su decoración un revestimiento de azulejo y talavera, reabriendo sus puertas en 1868.        

#### Segundo cierre
Derivado del Terremoto de Puebla de 2017 ocurrido el 19 de septiembre de 2017, la parroquia fue nuevamente cerrada, debido a los daños que sufrió, principalmente en su estructura, fachada, decoración interna, torre campanario y la linternilla de la cúpula principal, no solo por este sismo, sino que este templo se resintió de los terremotos fuertes de 1979, 1985 y 1999, (informo el INAH), por lo que su reconstrucción y reparación, tuvo una duración de 6 años y medio. Posteriormente, tras la restauración efectuada por el INAH, fue reabierta al público el 18 de marzo del 2024en medio de una multitudinaria procesión y la entronización de la imagen de San José por el Obispo de Tlaxcala.

#### Elevación a Santuario Diocesano
El 2 de febrero del 2025, la Diócesis de Tlaxcala emitió un comunicado, por el cual el obispo Julio César Salcedo Aquino, informó su decisión de elevar a la entonces Parroquia de San José a la dignidad de Santuario Diocesano del Señor San José (a casi un año después de ser reabierta a los creyentes), llevándose a cabo una serie de actividades religiosas y culturales en el mes de marzo del 2025, que culminaron el 19 de marzo del 2025, con la lectura del decreto de la Diócesis de Tlaxcala por la que se oficializó la elevación de la parroquia a Santuario Diocesano del Señor San José  siendo su primer rector el Pbro. Marco Antonio Padilla Aguilar.

## Fachada
La fachada decorada de argamasa, muestra un acceso hecho en piedra en forma de arco de medio punto sobre pilastras clásicas, flanqueado, por columnas tritóstilas y paradas con capitel clásico sobre pedestal. El segundo cuerpo nos muestra una ventana coral mixtilínea con escultura al frente, flanqueada por columnas exentas sobre pedestal con capitel compuesto.

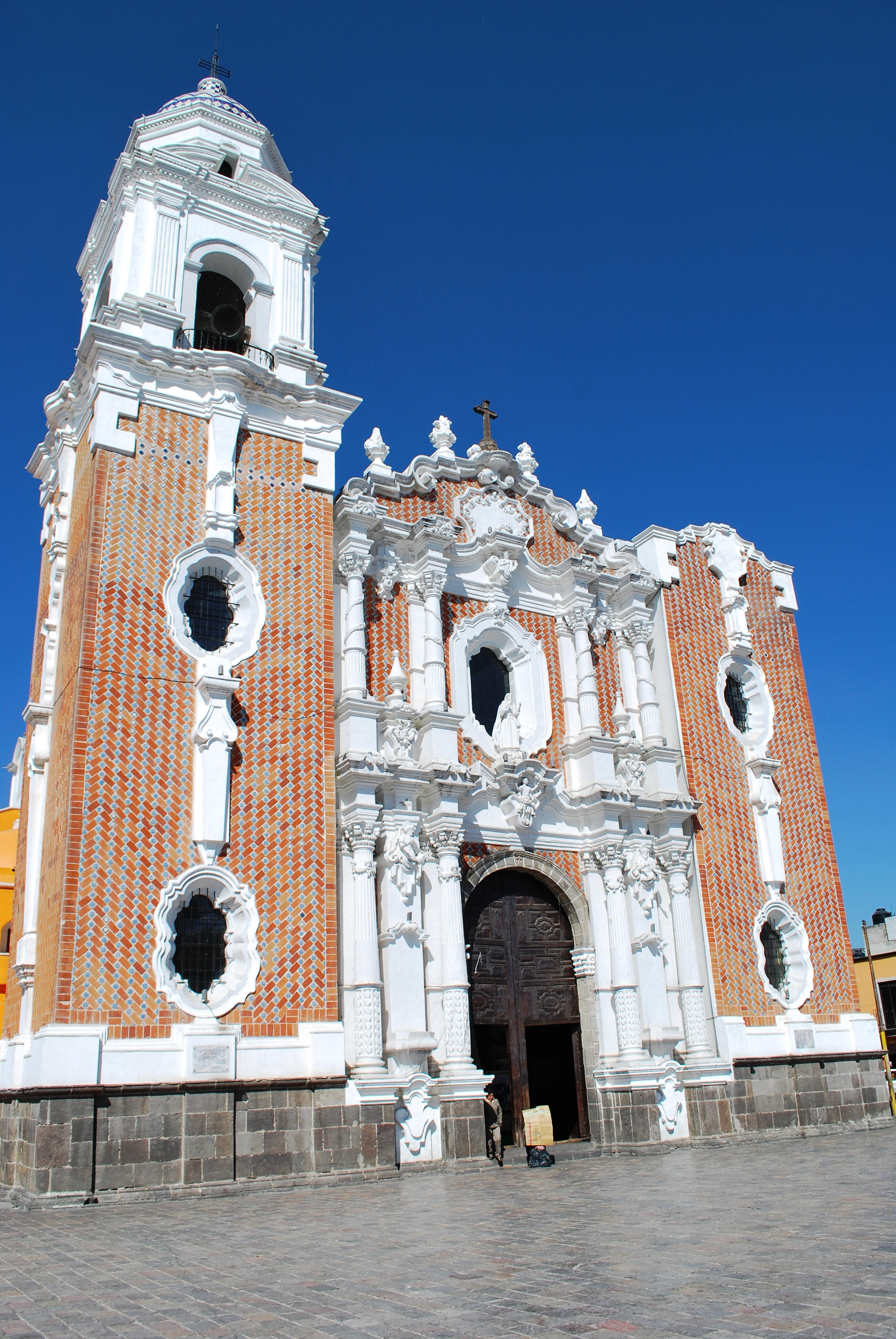
Fachada del Santuario del Señor San José

## Torre
La torre del lado izquierdo consta de un cuerpo con arcos de medio punto, franqueados por pilastras toscanas estriadas, rematando en un capullín decorado con azulejo.

## Interior
El interior de este santuario se encuentra decorado al estilo neoclásico, conservando retablos churriguerescos y barrocos. El sotocoro conserva el cancel elaborado en madera tallada y un arco escarzano con ornamentación vegetal en relieve. La planta es de cruz latina y hay en el altar mayor un retablo barroco y un ciprés con basamento curvos. A ambos lados del sotocoro se encuentran sendos retablos dorados de estilo churrigueresco y en las dos capillas laterales se destacan varias pinturas al óleo del pintor Manuel Caro, así como las dos pilas de agua bendita de piedra labrada en cuyos pedestales se representa al dios Camaxtli y el escudo imperial español, que pertenecían originalmente a la Capilla Real de Indios.

### Capillas
Cuenta con un total de 5 capillas, 3 del lado izquierdo de la nave principal, y 2 del lado derecho. Las capillas están destinadas a lo siguiente:
- Capilla de Jesús Redentor o Jesús Nazareno: de una sola nave, resguarda la imagen de Jesús Nazareno, de gran devoción entre los tlaxcaltecas; mismo realiza salidas procesionales el Jueves y Viernes Santo durante la Semana Santa en la ciudad de Tlaxcala.
- Capilla Expiatoria: con advocación a Nuestra Señora de Guadalupe, la de mayor tamaño, con planta de cruz latina cubierta con cúpula de planta ochavada, presenta abudante decoración con de relieves fitomorfos.
- Capilla del Niño Milagroso de Tlaxcala: la advocación original pertenece a Nuestra Señora de la Soledad. Su planta es de una sola nave con austera decoración. Al centro se presenta en un nicho la imagen del Niño Milagoso de Tlaxcala.
- Baptisterio: vinculado al sotocoro bajo la advocación de San Juan Bautista, decorada en azulejos. Cerrada al público.
- Capilla de San Antonio de Padua: de escasa decoración, vinculada al sotocoro. Cerrada al público.

## El Niño Milagroso de Tlaxcala
El Niño Milagroso de Tlaxcala es una representación de la infancia de Jesús que se venera en la ciudad de Tlaxcala, considerado protector de los niños, recién nacidos, los no natos, y las mujeres embarazadas con problemas de alto riesgo. Posee una gran devoción, mostrada regularmente mediante regalos de juguetes y dulces. La fiesta del Niño Milagroso de Tlaxcala se celebra el 14 de febrero mediante celebraciones litúrgicas, salidas procesionales y verbenas populares en el atrio del santuario.

### Leyenda
La tradición oral nos cuenta que en los primeros años del siglo XX, un humilde artesano que vivía en la ciudad de Tlaxcala trabajaba en la talla imágenes religiosas que elaboraba en madera de ayacahuite, para ganarse la vida y poder alimentar a su familia. Pero como el artesano no era diestro ni contaba con mucha creatividad, las imágenes que tallaba no eran de buena calidad, sino bastantes toscas.
La familia del artesano se encargaba de vender la producción recorriendo a pie las calles de la ciudad de Tlaxcala. Un día del mes de junio de 1913, en su recorrido diario los vendedores pasaron delante de la casa de la familia Anzures, de buenos recursos y pudiente. Al oír los pregones, la señora Anzures salió a la calle y les compró una escultura del Niño Jesús, aun cuando no le hacía mucha falta, pues tan sólo trataba de ayudar a la esposa y los hijos del artesano. Sin embargo, Concepción, Conchita como se la llamaba de cariño, la más dulce y bonita de las hijas de los Anzures, quedó fascinada con la imagen del Niño Jesús. Le gustó tanto que enseguida la tomó en sus brazos, y le otorgó su eterna devoción.
Cuando llegó el 23 de diciembre, Conchita colocó la imagen en el pesebre del “nacimiento”, como es costumbres entre los católicos de México. Tiempo después, el día 2 de febrero dedicado a la Virgen de la Candelaria y a la festividad de la Presentación del Señor, la familia Anzures atavió a la imagen con un hermoso ropón tejidos con estambre de color azul celeste, y gorrito y zapatitos. Conchita fue la encargada de “levantarlo”.
En el momento en que realizaba tal acción, sintió que el Niño se movía en sus brazos. Aunque la muchacha pensó que todo era producto de su imaginación, lo comentó a las personas invitadas a la celebración de la “tamalada” que se encontraban con ella y su familia. Intrigados todos los participantes se acercaron a mirar a la imagen y, efectivamente, se dieron cuenta de que se movía ligeramente. Ante tan maravilloso acontecimiento, se pusieron a rezar novenarios y le dedicaron triduos (celebraciones religiosas que duran tres días) al Niño Jesús.
Como es de suponer, tal milagro fue conocido por la población. La fama del Niño prodigioso se extendió por la ciudad, por lo que todos los días llegaban a la casa de los Anzures devotos a pedirle favores al dios o a agradecerle los recibidos. Ante esta circunstancia, la familia decidió donar la imagen a la iglesia para que el Santo Niño Milagroso tuviera un lugar adecuado donde fuera adorado. El obispo de Puebla, el 26 de febrero de 1914 envío una carta al cura de la iglesia de San José para que pusiera la imagen del Niño en un nicho cerrado bajo llave, el cual no debía abrirse sin una orden expresa del obispo en cuestión. 